# Squalius anatolicus
Squalius anatolicus är en fiskart som först beskrevs av Bogutskaya, 1997.  Squalius anatolicus ingår i släktet Squalius och familjen karpfiskar. IUCN kategoriserar arten globalt som starkt hotad. Inga underarter finns listade i Catalogue of Life.